# Џунгарија
Џунгарија је огромна котлина површине око 700.000 км2 на северозападу Кине у региону Синкјанг. Налази се између планинских масива Тјен Шан (јужно) и Алтај (северно). На западу се делимично простире у Казахстан, а источно у Монголију. То је полупустињска котлина троугластог облика. Средишњи део је пустиња, а области испод планинских масива су погодни за сточарство и пољопривреду. Значајне количине злата и нафте. Већи градови: Карамај, Кујтуен, Шихези, Урумчи. У Џунгаруји извиру реке Иртиш и Урунгу. Регион је име добио по Монголском племену Џунгар, које је владало овом територијом током XVII. века. Након дугих борби, 1759, Кинези су успели да заузму и присвоје ову територију коју су касније населили колонистима из Кине.